# Asthenes vilcabambae
Asthenes vilcabambae là một loài chim trong họ Furnariidae.